# MAZ-6317
Der Lastkraftwagen MAZ-6317 (russisch МАЗ-6317, deutsche Transkription eigentlich MAS-6317) ist ein dreiachsiger Lkw-Typ des belarussischen Fahrzeugherstellers Minski Awtomobilny Sawod, der seit den 1990er Jahren in Serie produziert wird. Unter der Bezeichnung MAZ-5316 wird seit 2002 eine zweiachsige Version des Lkw gebaut.

## Beschreibung
Der MAZ-6317 ist die allradgetriebene Version des Typs MAZ-6303. Er wird von einigen osteuropäischen Staaten als militärischer Lastkraftwagen eingesetzt. Wie die Version ohne Allradantrieb ist auch bei diesem Fahrzeug der Achtzylinder-Dieselmotor JaMZ-238D verbaut. 
Der LKW besitzt eine hohe zulässige Anhängelast und ist auch geeignet, als Flugzeugschlepper verwendet zu werden.

## Technische Daten
- Motor: Dieselmotor JaMZ-238D
- Hubraum: 14,86 l
- Leistung: 243 kW (330 PS)
- Drehmoment: 1225 Nm
- Getriebe: JaMZ-202

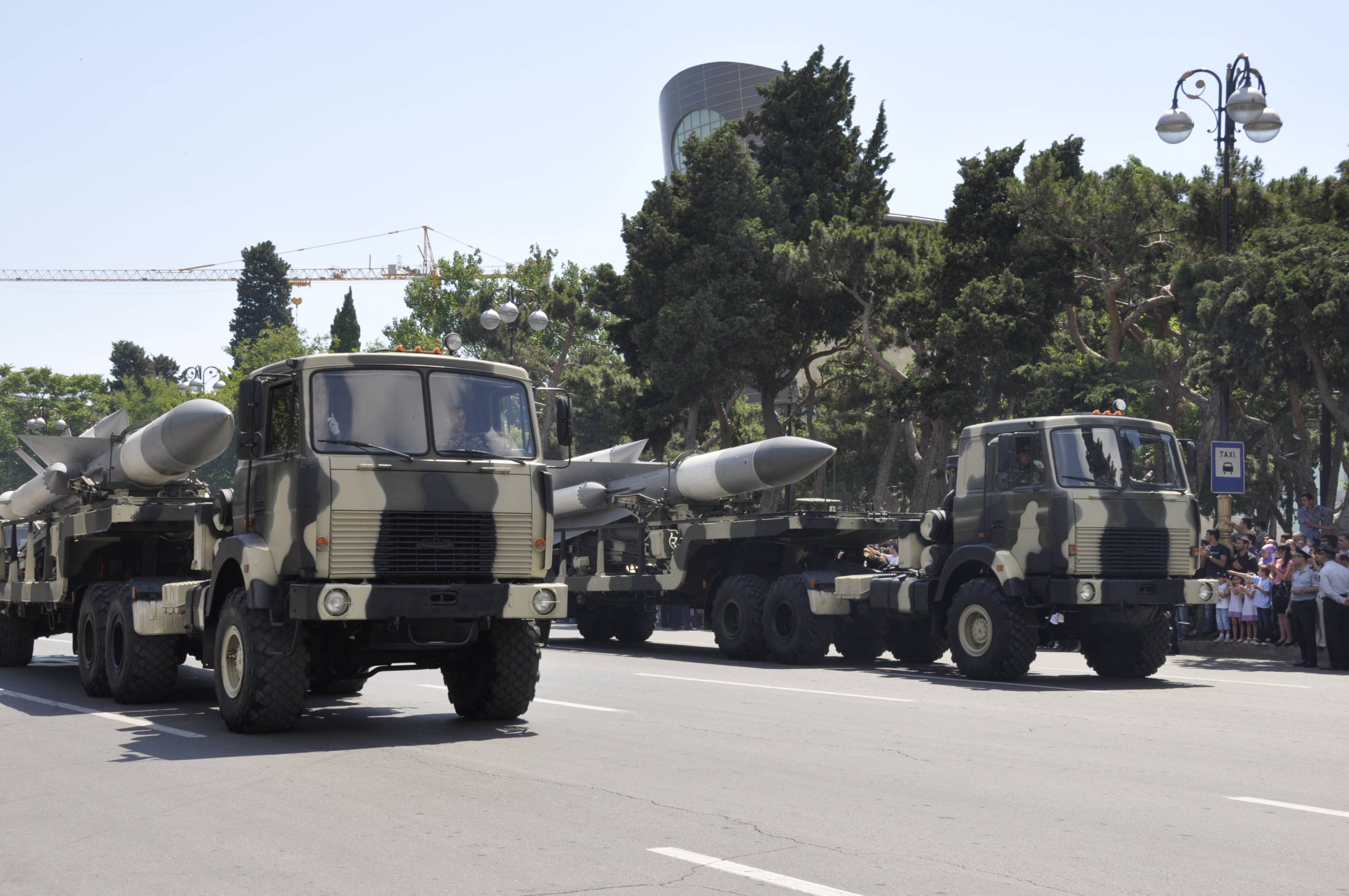
MAZ-6425-Sattelzugmaschinen mit S-200-Raketen auf einer Militärparade in Baku im Jahr 2013

- Höchstgeschwindigkeit: 85 km/h
- Kraftstoffverbrauch: 45 l/100 km (bei 60 km/h)
- Bereifung: 16.00R20
- Brennstoffvorrat: 350 l (+200 l Reserve)

Abmessungen
- Länge über alles: 9405 mm
- Breite (abzüglich Außenspiegel): 2700 mm
- Höhe: 3350 mm
- Radstand: 4200 mm
- Länge der Ladefläche: 6250 mm
- max. Ladevolumen: 27,5 m³

Gewichtsangaben
- Zulässiges Gesamtgewicht: 25.150 kg
- Leergewicht: 14.000 kg
- max. Zuladung: 11.000 kg
- max. Achslast vorne: 7150 kg
- max. Achslast hinten: je 9000 kg
- Zulässiges Gesamtgewicht Lastzug: 55.000 kg
- Zulässige Anhängelast: 29.850 kg

Das Modell MAZ-6317 verfügt ab Werk über eine Frontseilwinde mit 60 Meter Seillänge. Auf Kundenwunsch kann ein Motorvorwärmer installiert werden.
In den aktuellen Modellen werden weiterentwickelte Dieselmotoren des Typs JaMZ-238DE2 verwendet, welche die Euro-3-Abgasnorm erfüllen. Außerdem kommen überarbeitete Getriebe (JaMZ-239 oder 9JS135А) mit je neun Vorwärtsgängen zum Einsatz.

## Modellvarianten
Neben dem Basismodell existiert eine Ausführung als Sattelzugmaschine, die mit MAZ-6425 bezeichnet wird. Außerdem eine Variante als Kipper, MAZ-6517. Alle Modelle und Varianten verfügen über die Antriebsformel (6×6). Mit dem MAZ-5316 gibt es auch ein Modell mit zwei Achsen (4×4). Das Modell MAZ-631705 stellt das Basisfahrzeug des belarussischen Raketenwerfers 9P140MB Uragan-M dar.